# Chetochelacarus mamillatus
Chetochelacarus mamillatus (лат.) — вид панцирных клещей (Oribatida), единственный в составе рода Chetochelacarus и семейства Chetochelacaridae из клады Astigmata отряда Саркоптиформные клещи. Африка: ДРК (Kivu, Djuma Valley).

## Описание
Мелкие клещи (длина идиосомы самки 435 мкм, ширина 285 мкм). От близких групп отличаются следующими признаками: отсутствие сеюгальной борозды и тегмена, отсутствие волосков ve и s cx, дорсальная хэтотаксия очень маленькая, только 3 пары анальных волосков, гнатосома с объемными мембранами, неподвижный палец цифра хелицер длиннее подвижного и коротко волосистый на вершине, уменьшение числа тарзальных волосков и модификация волосков в тифидный цилиндрический шип, крупные тарзальные присоски почти полностью мембранозные без коготка и с сильно редуцированными центральными склеритами, отсутствие масляных желез. Орган Гранжана (щечный орган) узкоцилиндрический. Ассоциированы с многоножками из семейства настоящие кивсяки (Julidae, Diplopoda).

## Классификация
Вид был впервые описан в 1987 году бельгийским акарологом и паразитологом Алексом Фейном (1912–2009) и выделен в отдельные род Chetochelacarus и семейство Chetochelacaridae Fain, 1987. Семейство включают в надсемейство Canestrinioidea.